# Ewald Weber
Ewald Weber (* 9. Juli 1876 in Naundorf bei Grimma; † 27. Februar 1944 in Leipzig) war ein deutscher Veterinärmediziner.

## Leben
Ewald Weber studierte von 1895 bis 1899 an der Tierärztlichen Hochschule Dresden Veterinärmedizin. 1895 wurde er Mitglied des Corps Albingia Dresden. Er wechselte 1899 an die Universität Leipzig, an der er 1902 zum Dr. phil. promoviert wurde. 1903 wurde er praktischer Tierarzt, zunächst in Leipzig und später in Markneukirchen. 1907 wurde er Assistent an der Tierärztlichen Hochschule Dresden, an der er sich 1910 habilitierte. Anschließend wurde er Privatdozent und 1914 außerordentlicher Professor der Tierärztlichen Hochschule Dresden.
Neben seiner wissenschaftlichen Tätigkeit arbeitete Weber amtstierärztlich. 1912 wurde er Bezirkstierarzt in Marienberg und 1914 Regierungsveterinärrat für den Kreis Dresden-Land. Nach seiner Promotion zum Dr. med. vet. an der Universität Leipzig wurde er 1923 zum ordentlichen Professor für Rinderheilkunde und Direktor der Ambulatorischen Tierklinik der Veterinärmedizinischen Fakultät der Universität Leipzig berufen. Im November 1933 unterzeichnete er das Bekenntnis der deutschen Professoren zu Adolf Hitler. Er starb bei einem Bombenangriff in der Leipziger Tierklinik.
Weber forschte und lehrte über das Rind und seine Krankheiten.

## Schriften
- Die zur Unterscheidung roher und gekochter Milch dienenden Untersuchungsmethoden und ihre Verwendbarkeit im Dienste der Veterinär- und Sanitätspolizei. 1902.
- Untersuchungen über die Brunst des Rindes. 1911.
- mit Gustav Pusch: Die Verwandtschaftszucht, behandelt auf Grund von züchterischen Versuchen. 1913.
- Die klinische Untersuchung des Rindes. 1928.
- Le malattie dei bovini. 1929.
- Die Krankheiten des Rindes. 1937.
- Die Lehrer der Tierheilkunde an der Universität Wittenberg. 1944.
- Die Lehrer der Tierheilkunde an den Universitäten Freiburg, Tübingen, Halle und Königsberg. 1944.